# Estrategia evolutiva
En informática, las estrategias evolutivas son un tipo de algoritmos evolutivos que se caracterizan principalmente por: La selección de individuos para la recombinación es imparcial y es un proceso determinista, se diferencian del resto de los Algoritmos Evolutivos principalmente por la forma del operador de mutación y son aplicadas principalmente en problemas de optimización continua donde la representación es a través de vectores de números reales. Fueron originalmente creadas en la Universidad Técnica de Berlín en 1964.
La forma general de los algoritmos Estrategias Evolutivas tiene la siguiente notación: {\displaystyle (\mu /\rho ,\lambda )-ES}
Donde
- µ:  Tamaño de la población
- ρ:  Número de padres seleccionados para recombinarse
- λ:  Número de individuos en la descendencia

Un seudocódigo para el algoritmo general puede ser el siguiente:
```
0 given ρ, µ, λ ϵ N+
1 initialize P = {(xk; f(xk)) | 1 ≤ k ≤ µ}
2 while not happy
3 Q = {}
4 for k ϵ {1, ... , λ}
5 selected = select_mates(ρ, P)
6 xk = recombine(selected)
7 xk  = mutate(xk)
8 Q = Q + (xk; f(xk))
9 P = P U Q
10 P = select_by_age(P) 
11 P = select_best(µ, P) // by f-ranking

```

En el cual se tiene inicialmente un conjunto de µ padres. En cada iteración del algoritmo se crea la descendencia (λ), para esto se seleccionan aleatoriamente ρ padres que van a recombinarse, se muta el producto de la recombinación y se forma el nuevo individuo. Luego de formarse el conjunto de la descendencia, se seleccionan los mejores µ individuos entre la población anterior y la nueva descendencia.
Una de las características distintivas de las Estrategias Evolutivas dentro de los Algoritmos Evolutivos es el operador de mutación. Dicho operador se realiza a través de una distribución normal multivariante:
- Un vector aleatorio n-dimensional X, distribuye normal multivariante con parámetro y matriz de covarianza definida positiva C si su función de densidad es: {\displaystyle fx(x)={\frac {1}{(2\pi )^{n/2}\cdot \det(C)^{1/2}}}\cdot \exp(-{\frac {1}{2}}(x-{\bar {x}})^{T}C^{-1}(x-{\bar {x}}))}
- En notación corta:

{\displaystyle X\backsim N({\bar {x}},C)}
Las distribuciones más usadas en Estrategias Evolutivas son: {\displaystyle N(0,1),N(0,diag(\delta ^{2})),N(0,C)}
Existen otras variantes de Estrategias Evolutivas:
- (1+1)-ES (Solo un padre genera una descendencia mutando, luego se selecciona el mejor de ambos. Necesita de otros parámetros que se autoajustan)
- (µ, λ)-MSC-ES
- DR1, DR2, DR3
- CMA-ES (Es uno de los más usados en la práctica, mantiene una matriz de parámetros que se autoajusta)